# Східна Уква
Східна Уква (англ. Ukwa East) — одна із 17 територій місцевого управління штату Абія, Нігерія.
Адміністративний центр — місто Аквете.
Площа — 280 км2. Чисельність населення — 58 865 осіб (станом на 2006 рік).